# Стеклянный микроэлектрод
Стеклянный микроэлектро́д — очень тонкая стеклянная пипетка, заполненная электролитом. Используется в электрофизиологии. Разработка микроэлектродных методов позволила вести электрофизиологические исследования на уровне отдельных клеток.
Диаметр кончика стеклянного микроэлектрода около 0,5 мкм, иногда — менее 0,1 мкм, при разглядывании в оптический микроскоп он может быть неразличим.
Не следует путать этот инструмент с субтильными моделями ионометрических стеклянных электродов, в частности, также используемых в электрофизиологии. 

## Применение
Существует три основных способа использования микроэлектродов:
- для внутриклеточной регистрации электрических параметров клеточных мембран,
- для поляризации клеточных мембран электрическим током,
- для введения различных веществ внутрь клетки (ионофорез) или подачи их на её поверхность (аппликация).

Дальнейшим развитием микроэлектродной техники явился метод локальной фиксации потенциала (метод пэтч кламп). Разработанные для этого метода специальные типы микроэлектродов обычно называют микропипетками. Чувствительность метода позволяет регистрировать активность отдельных ионных каналов клеточной мембраны.

## История
До разработки стеклянных микроэлектродов в физиологии использовались металлические электроды, например, из вольфрамовой проволоки, заточенной электрохимически. Малое электрическое сопротивление металлических электродов позволяло использовать с ними примитивную регистрирующую аппаратуру с малым входным сопротивлением. В некоторых областях такие электроды применяются и по сей день.
Впервые стеклянные микроэлектроды применили в 1949 году Г. Линг и Р. В. Джерард в своей работе по регистрации мембранного потенциала миоцитов лягушки.
В. Л. Настук и А. Л. Ходжкин в 1950 году, используя микроэлектродную технику, зарегистрировали потенциал действия мышечного волокна.
Использовать стеклянные микроэлектроды для аппликации веществ на мембрану клетки предложил В. Л. Настук в 1953 году.
В СССР микроэлектродную технику ввёл в практику Платон Григорьевич Костюк. На Биологическом факультете МГУ Г. А. Курелла применил в своей работе одновременно микроэлектродную технику и миниатюрные стеклянные ионометрические электроды для исследований субклеточных структур[уточнить].

## Конструкция и изготовление
Материалом для изготовления микроэлектродов служит стеклянный капилляр диаметром около 1 мм. Обычно используют марку стекла «Пирекс», реже применяют другие типы стекла — алюмосиликатное 38-ЗС и кварцевое стекло. Часто в качестве заготовок берут капилляр со вплавленными внутрь него стеклянными нитями — в таком случае в дальнейшем облегчается заполнение микроэлектрода электролитом. Заготовки тщательно очищают.

### Приготовление микропипетки
Стеклянный микроэлектрод изготавливается вытягиванием и разрывом нагретого капилляра на специальном приспособлении — пуллере (микрокузнице). Параметры получающегося микроэлектрода зависят от выбранного сорта стекла, диаметра капилляра, температуры нагрева, момента начала рывка и его силы. Наиболее совершенные модели современных пуллеров с микропроцессорным управлением позволяют программировать различные формы кончика вытягиваемой микропипетки, обеспечивая заранее заданные свойства и хорошую их повторяемость.
Цилиндрическая часть получившейся заготовки плавно суживается, переходя в колющую часть. Вытянутые микропипетки осматривают под микроскопом, при диаметре колющего кончика менее 0,5 мкм он неразличим, теряясь в интерференционной кайме. В некоторых случаях кончик микроэлектрода дополнительно особым образом затачивают или оплавляют.
Микроэлектроды для пэтч кламп дополнительно покрывают силиконом для обеспечения формирования гигаомного контакта при касании мембраны клетки.

### Заполнение электрода
Заготовку заполняют электролитом, чаще всего 2—3 М раствором хлорида калия. Иногда используют электролиты другого состава или заполняют электрод легкоплавким металлом, например, сплавом Вуда.
Заполнение электродов может быть затруднено из-за очень малого диаметра его рабочей части. Для его облегчения предложен ряд методик: заполнение в вакууме, предварительное заполнение спиртом и затем вытеснение спирта электролитом. В настоящее время широко применяется предложенный Тасаки метод с использованием вплавленного в микропипетку стеклянного волокна, при этом микроэлектрод заполняется под действием капиллярных сил.

### Подключение и контроль
Для подключения электродов к измерительной аппаратуре их фиксируют в заполненном электролитом цанговом держателе или вводят в цилиндрическую часть заполненного электрода хлорированную серебряную проволоку.
Качество заполненного и подключенного микроэлектрода контролируют, измеряя его сопротивление, которое имеет порядок единиц мегаом. Меньшее сопротивление свидетельствует о том, что кончик микроэлектрода обломлен, бо́льшее или хаотично меняющееся — о забитости колющего кончика грязью.
Готовые микроэлектроды плохо хранятся, поэтому изготавливают их обычно непосредственно перед началом эксперимента. Некоторое время, не более суток, их можно хранить в холодильнике, погрузив в стаканчик с электролитом. При длительном хранении электроды теряют годность из-за кристаллизации электролита, возможно зарастание их колониями микроорганизмов.

## Физико-химические свойства микроэлектродов
Между микроэлектродом и средой, в которую он погружен (физиологическим раствором, клеточным содержимым), протекают различные физико-химические процессы.
- Диффузия. Концентрация электролита в микроэлектроде выше, чем в окружающей его среде, поэтому вещества электролита будут переходить в физиологический раствор или внутрь клетки за счёт диффузии[16][Пр. 1].

- Ионофорез
- Электроосмос
- Гидростатические процессы

## Электрические свойства микроэлектродов
Электрическое сопротивление — важнейший параметр микроэлектрода. Сопротивление обязательно контролируется перед началом эксперимента, а в ряде случаев — и в ходе работы. Для годного электрода сопротивление находится в диапазоне между 5 и 20 МОм. Сопротивление менее 1 МОм — признак обломленной колющей части, более 60 МОм — кончик электрода слишком тонок, либо закупорен выпавшими кристаллами или частицами исследуемого объекта. Хаотично меняющееся сопротивление также характерно для загрязненного электрода. Электроды с высоким сопротивлением имеют большие собственные шумы и чувствительность к электромагнитным помехам. При токах, превышающих 1 нА, вольт-амперные характеристики микроэлектродов могут становиться нелинейными. Расчёт сопротивления электродов возможен, но он сложен и не дает высокой точности, поэтому на практике сопротивление электрода определяют экспериментально.
Ёмкость электрода. Наличие у микроэлектрода собственной ёмкости искажает форму регистрируемого сигнала. Поэтому предпринимаются усилия для её снижения и компенсации: увеличивают диаметр цилиндрической части электрода, уменьшают его длину, для подключения к усилителю стараются использовать возможно более короткие провода. Для компенсация ёмкости электрода во входном каскаде усилителя применяется ёмкостная отрицательная обратная связь. Компенсирование ёмкости контролируется подачей на электрод прямоугольного сигнала — при верной настройке форма его фронта не искажена.
Потенциал смещения. Возникает по нескольким причинам. Основными являются:
- диффузионный потенциал — возникающий между электролитом, заполняющим электрод, и раствором, в который он погружен. Для уменьшения диффузионного потенциала, в качестве электролита используют раствор хлорида калия, так как у ионов K+ и Cl- одинаков заряд и близки коэффициенты диффузии.
- потенциал между серебряными проводниками микроэлектрода и опорного электрода
- потенциал колющей части. Его возникновение связано со свойствами контакта электролита и стекла в узком кончике микропипетки[20].

Потенциал смещения подключенного к усилителю и погруженного в физиологический раствор электрода компенсируется при регулировке усилителя.
Для уменьшения нежелательного собственного потенциала используют также следующие приёмы:
- тщательная очистка стеклянных заготовок промывкой в щёлочи и спирте;
- использование свежеизготовленных микропипеток;
- использование для заполнения электролитов высокой концентрации;
- подкисление электролита;
- отбор электродов с малым омическим сопротивлением;
- отбор электродов с низким собственным потенциалом.

## Типы микроэлектродов

### Многоканальные микроэлектроды
Многоканальные микроэлектроды часто используются в исследованиях с применением ионофореза (микроэлектрофореза). Они позволяют проводить одновременно регистрацию электрической активности и вводить активные вещества из соседних стволов микропипетки. Обычно число каналов такого сложного электрода не менее трёх: один служит для регистрации, второй — для компенсации и контроля эффектов тока и третий — для введения исследуемого вещества.
Отдельные каналы могут располагаться параллельно друг другу или коаксиально.
Большую паразитную ёмкость многоканальных микроэлектродов иногда компенсируют за счёт создания токопроводящего экрана путём напыления на его нерабочую часть металла или графита.
Для заполнения многоканальных микроэлектродов электролитом и растворами исследуемых веществ может применяться центрифугирование.
Подготовка многоканальных микроэлектродов технически сложна; высказывалось мнение, что их изготовление является настолько же искусством, насколько и наукой.

### Составные микроэлектроды
Используют для тех же целей, что и многоканальные. Составные микроэлектроды сильнее травмируют клетку, однако по своим электрическим характеристикам часто превосходят многоканальные. Собирают из отдельных микроэлектродов, контролируя работу под микроскопом.

### Плавающий микроэлектрод
Для регистрации электрической активности клеток сократимых тканей, например, миокарда, используют плавающие микроэлектроды, предложенные Вудбери и Брэди. Они имеют облегчённую конструкцию, с очень короткой цилиндрической частью и закрепляются на тонкой серебряной или вольфрамовой проволоке каплей лака. Микроманипулятором электрод подводится к поверхности ткани и опускается на неё. Вкалывается в ткань он под действием собственного веса; при попадании электрода в клетку отмечается скачок напряжения.
За счёт упругости проволоки электрод может двигаться вместе с тканью, в которую он вколот.

## Усилители для работы со стеклянными микроэлектродами
Усилители биопотенциалов, использующиеся со стеклянными микроэлектродами, должны обладать следующими характеристиками:
- наличие схемы компенсации ёмкости входной цепи;
- диапазон входных напряжений ± 1В;
- регулировка смещения ± 300 мВ;
- токи утечки менее 14 пА;
- время нарастания фронта сигнала — не более 100 мс;
- температурный дрейф — менее 50 мкВ.

Для работы методом пэтч кламп используются специализированные усилители.